# 孤獨之島
《孤獨之島》是一部2006年的俄羅斯傳記片，講述一個虛構的20世紀東正教修士神父的故事。作為威尼斯影展的閉幕片，本片取得不錯的票房收入，並作為2006年俄羅斯最佳影片囊括尼卡獎和金鷹獎。電影在凱姆取景拍攝，一座位於卡累利阿共和國白海岸邊的城市。

## 故事概要
1976年，在遙遠的俄國北部，有位神父在孤島上過著苦行僧般的生活，許多敎徒將他視為能預言未來、治療殘疾的聖人，但他卻認為自己一身罪孽，因為四十多年前他曾在納粹逼迫之下，槍殺一個俄國軍官......

## 主要角色
- 彼得·馬莫諾夫（英语：Pyotr Mamonov） 飾 阿納托利神父
- 維克多·蘇霍儒可夫（英语：Viktor Sukhorukov） 飾 菲拉列特神父
- 迪米崔·笛哲夫（英语：Dmitri Dyuzhev） 飾 約夫神父
- 尤里·庫茲尼索夫（英语：Yury Alexandrovich Kuznetsov） 飾 吉洪
- 維多莉亞·伊莎可娃（英语：Viktoriya Isakova） 飾 娜絲佳

## 外部連結
- Official site（页面存档备份，存于） （俄文）
- 互联网电影数据库（IMDb）上《孤獨之島》的资料（英文）
- AllMovie上《孤獨之島》的资料（英文）
- 爛番茄上《孤獨之島》的資料（英文）
- 開眼電影網上《孤獨之島》的資料（繁體中文）
- 東正教百科網上《孤獨之島（页面存档备份，存于）》的介紹 （英文）